# Fortuna Peak
Der Fortuna Peak ist ein 385 m (nach britischen Angaben 465 m) hoher Berg an der Nordküste Südgeorgiens. Er ragt am Ostufer der Fortuna Bay auf.
Der Name des Bergs ist erstmals auf einer Landkarte der britischen Admiralität aus dem Jahr 1931 verzeichnet. Die Benennung erfolgte wahrscheinlich in Anlehnung an diejenige der Fortuna Bay. Deren Namensgeber ist das Walfangschiff Fortuna, mit dem der norwegische Walfangunternehmer und Antarktisforscher Carl Anton Larsen zwischen 1904 und 1905 in den Gewässern um Südgeorgien operiert hatte.